# Bauernsee (Dobbrikow)
Der Bauernsee ist 10,2 Hektar großes Gewässer in Dobbrikow, einem Ortsteil der Gemeinde Nuthe-Urstromtal im Landkreis Teltow-Fläming.

## Name
Der frühere Name war Stabelsee. So wurde der See 1480 als Stovensehe erstmals schriftlich erwähnt. Dieser Name leitet sich entweder vom slawischen Wort *stav „Teich, Wehr“ ab oder vom mittelniederdeutschen stove für „Badestube“.

## Lage
Der See gehört zur Luckenwalder Heide, einer Grundmoränenplatte, die von Sandern bedeckt ist. Auf dieser Platte befindet sich eine Senke, in der zahlreiche Seen entstanden sind. Sie zieht sich vom Siethener See bei Ludwigsfelde bis zu den vier Seen auf der Gemarkung von Dobbrikow. Der See wird im Wesentlichen vom Vordersee über den Dobbrikower Seegraben (dieser Zufluss wurde unterbrochen) sowie vom Stabelsee (der Stepelsee ist jedoch verlandet und nur noch ein Sumpf und Naturschutzgebiet) über einen namenlosen Graben gespeist und entwässert über den Seegraben in das Pfefferfließ. Der Bauernsee liegt südwestlich des Ortszentrums. Westlich verläuft die Nettgendorfer Straße am Gewässer in südlicher Richtung aus dem Ort.

## Zustand und Nutzung
Der See leidet seit Anfang des 21. Jahrhunderts unter Wassermangel. Zwar besteht mit dem höher gelegenen Vordersee über den Dobbrikower Seegraben eine Verbindung, doch auch dieser See führt zu wenig Wasser. Überlegungen, zusätzliches Wasser einzuleiten, wurden aus Kostengründen verworfen. Das Angeln ist mit Angelkarte erlaubt.